# 中共湖南省委金融委员会办公室
中共湖南省委金融委员会办公室是中共湖南省委管理湖南省金融工作的直属机构。

## 内设机构
- 综合处（人事处）
- 政策法规处
- 银行处
- 证券保险处
- 企业上市处
- 小额贷款公司管理处
- 直属机关党委
- 纪检（监察）室
- 系统工会[1]

## 直属机构
- 湖南省资本营运服务中心[1]